# Andrzej Juskowiak
Andrzej Mieczysław Juskowiak (født 3. november 1970 i Gostyń) er en polsk tidligere fodboldspiller, der spillede som angriber. 

## Karriere

### Klubber
Juskowiak var på klubplan tilknyttet blandt andet Lech Poznań i hjemlandet, portugisiske Sporting Lissabon samt tyske VfL Wolfsburg, Borussia Mönchengladbach, Energie Cottbus og Erzgebirge Aue.

### Landshold
Juskowiak fik enkelte kampe på det polske U/21-landshold i 1990-1992, hvorpå han var med til OL 1992 i Barcelona. Polen indledte med at vinde sin indledende pulje, besejrede derpå Qatar i kvartfinalen og Australien i semifinalen (sidstnævnte med 6-1), inden holdet i finalen tabte til hjemmeholdet fra Spanien med 2-3. Dermed fik Spanien guld og Polen sølv, mens Ghana fik bronze efter sejr over Australien i kampen om tredjepladsen. Juskowiak spillede alle seks kampe for holdet under OL, og han scorede syv af holdets sytten mål.
Han opnåede fra 1992 til 2001 39 kampe for Polens A-landshold, hvori han scorede 13 mål.